# Holzapfelkreuth (metrostation)
Holzapfelkreuth is een metrostation in de wijk Hadern
Sendling-Westpark van de Duitse stad München. Het station werd geopend op 16 april 1983 en wordt bediend door lijn U6 van de metro van München.
Het station is vernoemd naar de gelijknamige wijk die is vernoemd naar een in 1844 gebouwd landgoed van Josef Holzapfel, zoon van een voormalige boswachter, die het landgoed zijn familienaam gaf aangevuld  met de veldnaam Kreuth.